# Okpo

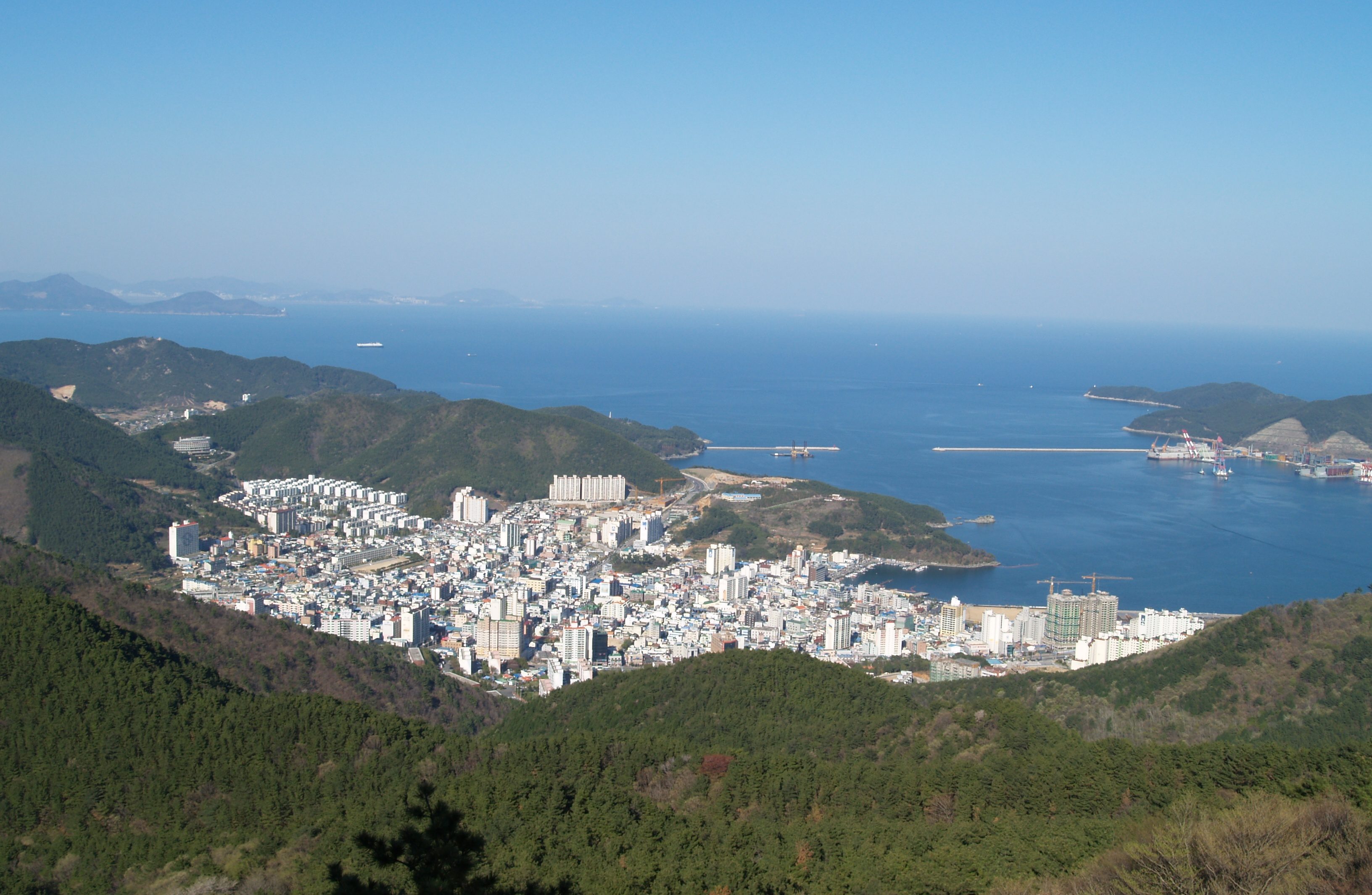
Okpo

Okpo (koreanisch 옥포동) ist ein Küstenort in Südkorea. Er gehört zur Stadt Geoje in der Provinz Gyeongsangnam-do im Südosten des Landes.
Die Werft der Daewoo Shipbuilding & Marine Engineering befindet sich bei Okpo.